# Natação nos Jogos Pan-Americanos de 2015 - 400 m livre masculino
As competições dos 400 metros livre masculino da natação nos Jogos Pan-Americanos de 2015 foram realizadas em 17 de julho no Centro Aquático CIBC Pan e Parapan-Americano, em Toronto.

## Calendário
Horário local (UTC-4).
| Data        | Horário | Fase          |
| ----------- | ------- | ------------- |
| 17 de julho | 10:51   | Eliminatórias |
| 17 de julho | 20:01   | Final B       |
| 17 de julho | 20:09   | Final A       |

## Medalhistas
| Ouro   | CAN Ryan Cochrane    |
| Prata  | USA Ryan Feeley      |
| Bronze | BRA Leonardo de Deus |

## Recordes
Antes desta competição, os recordes mundiais e pan-americanos da prova eram os seguintes:
| Tipo                             | Atleta              | Tempo   | Local          | Data                |
| -------------------------------- | ------------------- | ------- | -------------- | ------------------- |
|                                  | GER Paul Biedermann | 3m40s07 | Roma           | 26 de julho de 2009 |
| Recorde dos Jogos Pan-Americanos | USA Matt Paton      | 3m49s77 | Rio de Janeiro | 18 de julho de 2007 |

## Resultados

### Eliminatórias
A eliminatória foi realizada em 17 de julho. 
| Pos. | Bateria | Raia | Nadador             | Nacionalidade         | Tempo   | Notas |
| ---- | ------- | ---- | ------------------- | --------------------- | ------- | ----- |
| 1    | 3       | 4    | Ryan Cochrane       | CAN Canadá            | 3:50.58 | QA    |
| 2    | 1       | 4    | Leonardo de Deus    | BRA Brasil            | 3:51.40 | QA    |
| 3    | 2       | 5    | Michael Klueh       | USA Estados Unidos    | 3:51.76 | QA    |
| 4    | 2       | 4    | Ryan Feeley         | USA Estados Unidos    | 3:51.79 | QA    |
| 5    | 3       | 5    | Jeremy Bagshaw      | CAN Canadá            | 3:52.13 | QA    |
| 6    | 1       | 6    | Cristian Quintero   | VEN Venezuela         | 3:52.63 | QA    |
| 7    | 1       | 3    | Mateo de Angulo     | COL Colômbia          | 3:53.01 | QA    |
| 8    | 3       | 6    | Ricardo Vargas      | MEX México            | 3:53.40 | QA    |
| 9    | 3       | 3    | Lucas Kanieski      | BRA Brasil            | 3:53.80 | QB    |
| 10   | 1       | 2    | Christian Bayo      | PUR Porto Rico        | 3:53.93 | QB    |
| 11   | 2       | 2    | Rafael D'Avila      | VEN Venezuela         | 3:54.23 | QB    |
| 12   | 2       | 3    | Martin Naidich      | ARG Argentina         | 3:54.44 | QB    |
| 13   | 1       | 5    | Marcelo Acosta      | ESA El Salvador       | 3:54.83 | QB    |
| 14   | 2       | 7    | Tomas Peribonio     | ECU Equador           | 3:55.70 | QB    |
| 15   | 3       | 2    | Juan Martin Pereyra | ARG Argentina         | 3:56.86 | QB    |
| 16   | 2       | 6    | Arturo Perez Vertti | MEX México            | 4:00.28 | QB    |
| 17   | 3       | 7    | Alex Sobers         | BAR Barbados          | 4:01.77 |       |
| 18   | 1       | 7    | Noah Mascoll-Gomes  | ANT Antígua e Barbuda | 4:13.55 |       |

### Final B
A final B foi realizada em 17 de julho. 
| Pos. | Raia | Nadador             | Nacionalidade   | Tempo   | Notas |
| ---- | ---- | ------------------- | --------------- | ------- | ----- |
| 9    | 6    | Marcelo Acosta      | ESA El Salvador | 3:51.12 |       |
| 10   | 4    | Lucas Kanieski      | BRA Brasil      | 3:52.73 |       |
| 11   | 3    | Rafael D'Avila      | VEN Venezuela   | 3:53.76 |       |
| 12   | 5    | Christian Bayo      | PUR Porto Rico  | 3:54.11 |       |
| 13   | 2    | Tomas Peribonio     | ECU Equador     | 3:57.49 |       |
| 14   | 7    | Juan Martin Pereyra | ARG Argentina   | 3:59.65 |       |
| 15   | 8    | Alex Sobers         | BAR Barbados    | 4:00.25 |       |
| 16   | 1    | Arturo Perez Vertti | MEX México      | 4:00.96 |       |

### Final A
A final A foi realizada em 17 de julho. 
| Pos.              | Raia | Nadador           | Nacionalidade      | Tempo   | Notas                            |
| ----------------- | ---- | ----------------- | ------------------ | ------- | -------------------------------- |
| Medalha de ouro   | 4    | Ryan Cochrane     | CAN Canadá         | 3:48.29 | Recorde dos Jogos Pan-Americanos |
| Medalha de prata  | 6    | Ryan Feeley       | USA Estados Unidos | 3:49.69 |                                  |
| Medalha de bronze | 5    | Leonardo de Deus  | BRA Brasil         | 3:50.30 |                                  |
| 4                 | 3    | Michael Klueh     | USA Estados Unidos | 3:50.53 |                                  |
| 5                 | 2    | Jeremy Bagshaw    | CAN Canadá         | 3:50.55 |                                  |
| 6                 | 1    | Mateo de Angulo   | COL Colômbia       | 3:51.38 | Recorde nacional                 |
| 7                 | 7    | Cristian Quintero | VEN Venezuela      | 3:52.92 |                                  |
| 8                 | 8    | Ricardo Vargas    | MEX México         | 3:55.42 |                                  |

Legenda
| Recorde mundial                  | Recorde mundial (World record)               |                       | Recorde africano                      | Recorde africano (African) |                                           | Q | Classificado por posição (Qualified) |
| Recorde dos Jogos Pan-Americanos | Recorde pan-americano (Pan-American record)  | Recorde da América    | Recorde da América (Americas)         | q                          | Classificado por melhor tempo (Qualified) |   |                                      |
| Melhor marca do ano              | Melhor marca do ano (World leading)          | Recorde asiático      | Recorde asiático (Asian)              | DNS                        | Não largou (Did not start)                |   |                                      |
| Recorde nacional                 | Recorde nacional (National record)           | Recorde europeu       | Recorde europeu (European)            | DNF                        | Não terminou (Did not finish)             |   |                                      |
| Recorde pessoal                  | Recorde pessoal do atleta (Personal best)    | Recorde da Oceania    | Recorde da Oceania (Oceania)          | DSQ / DQ                   | Desclassificado (Disqualified)            |   |                                      |
| Recorde da temporada             | Recorde da temporada do atleta (Season best) | Recorde sul-americano | Recorde sul-americano (South America) | NM                         | Sem marca (No mark)                       |   |                                      |